# 614
Évszázadok: 6. század – 7. század – 8. század
Évtizedek: 560-as évek – 570-es évek – 580-as évek – 590-es évek – 600-as évek – 610-es évek – 620-as évek – 630-as évek – 640-es évek – 650-es évek – 660-as évek
Évek: 609 – 610 – 611 – 612 –  613 – 614 – 615 – 616 – 617 – 618 – 619

## Események

### Bizánci Birodalom
- május 5. – Sarbaraz szászánida király három hetes ostrom után beveszi Jeruzsálemet. A perzsák több tízezer lakost lemészárolnak, 35 ezret elhajtanak rabszolgának, templomokat rombolnak le és a szent ereklyéket, köztük a Szent keresztet Perzsia keresztény királynőjének adják ajándékba.[1]
- A perzsák északi hadserege Sáhén Vahúmanzádagán vezetésével végigdúlja egész Kis-Ázsiát és egészen a Boszporusz partjáig, Khalkédón városáig eljut.

### Európa
- II. Chlothar, miután újraegyesítette a Frank Birodalmat, Párizsban zsinatot hív össze, ahol többek között megtiltja, hogy a zsidók bármilyen olyan hivatalt viseljenek, ahol keresztényeknek parancsolhatnak. A zsinat határozatait megerősítve kiadja a párizsi ediktumot, amelyben meghatározza a király, a főurak és a püspökök jogállást és biztosítja a főurak jogát, hogy saját területükön ők nevezzék ki a bírákat. Azt is kijelenti, hogy a nők nem adhatók férjhez akaratuk ellenére.
- Az avarok és a szlávok elfoglalják és elpusztítják Salonát, Dalmácia fővárosát.
- Cynegils wessexi szász király a bamptoni csatában legyőzi a devoni britonokat.

## Születések
- Fudzsivara no Kamatari, a Fudzsivara-klán alapítója
- Whitbyi Hilda, apátnő és szent

## Halálozások
- Szent Mungo, skóciai hittérítő

## Fordítás
- Ez a szócikk részben vagy egészben  a(z)   614 című angol Wikipédia-szócikk ezen változatának fordításán alapul.  Az eredeti cikk szerkesztőit annak laptörténete sorolja fel. Ez a jelzés csupán a megfogalmazás eredetét és a szerzői jogokat jelzi, nem szolgál a cikkben szereplő információk forrásmegjelöléseként.